# Высокие деревья близ Уортера
«Высокие деревья близ Уортера» (англ. Bigger Trees Near Warter) — масштабная ландшафтная картина британского художника Дэвида Хокни, имеющая размеры 460 на 1220 см. На ней изображена роща возле Уортера (Поклингтон) в Ист-Райдинг-оф-Йоркшире. Работа является самой большой завершённой картиной Хокни.
Картина писалась в Йоркшире с февраля по март 2007 года. Альтернативное название работы, «Живопись на открытом воздухе пост-фотографической эпохи» (фр. Peinture en Plein Air pour l'age Post-Photographique) отсылает к технике, использованной при её создании: сочетание живописи на открытом воздухе и перед объектом и методов цифровой фотографии.

## Композиция
На картине, представляющей собой пейзаж возле деревни Уортер, между Бридлингтоном и Йорком, изображено время перед самым приходом весны, когда деревья покрываются листвой. В её композиции доминируют большие белые клёны, представленные на 30 из 50 панелей картины. На переднем плане изображён роща из сплетённых между собой высоких деревьев, а также несколько нарциссов, растущих на слегка приподнятой земле. На заднем плане видна другая, более густая роща. Дорога в крайнем левом углу и два здания справа и сзади композиции определяют признаки человеческого присутствия. Большая часть огромной верхней половины картины отдана под замысловатый узор переплетающихся ветвей, чётко очерченных на фоне бледного зимнего неба.

## История
Хотя Хокни жил в Лос-Анджелесе с 1978 года, он регулярно посещал Бридлингтон, чтобы провести Рождество в доме своей матери. С 2004 года он проводил всё больше времени в Йоркшире; холмистые меловые холмы вокруг Бридлингтона заняли центральное место в его искусстве. В 2006 году Хокни создал серию из девяти больших пейзажей Уолдгейтского леса, возвращаясь в одно и то же место c марта по ноябрь, чтобы запечатлеть смену сезонов года. Каждый из этих пейзажей состоял из шести панелей.
Во время посещения Лос-Анджелеса в феврале 2007 года, глядя на изображения своих пейзажей Уолдгейтского леса, Хокни решил создать подобную им работу, но в гораздо большем масштабе. Он должен был решить проблему, как сделать это без использования лестницы и в небольшом пространстве его студии в Бридлингтоне. Хокни говорил, что огромные картины маслом XIX века, такие как «Коронация Наполеона», хранящаяся в Лувре, писались в специально разработанных для этого студиях. Из-за свойств пространства он должен был избегать работы на лестнице или на строительных лесах. Хокни отмечал, что при написании картины ему пришлось бы отступать назад, а это даже иногда приводило к гибели мастеров, падавших с лестниц.
Тогда Хокни решил использовать для создания столь масштабной работы компьютерные технологии, помогавшие художнику видеть, что он делает. По его мнению огромная картина прекрасно бы смотрелась на торцевой стене самой большой галереи в Королевской академии художеств во время Летней выставки Королевской академии.
Всего лишь через шесть недель после появления замысла работа над картиной была завершена. Первые три недели были потрачены на организацию проекта, логистики при этом почти не существовало. Хокни просто загружал свой пикап красками и материалами и ехал к месту работы. Для проекта быть построена специальная стойка, способная вместить 50 сырых холстов.
Сама картина была преимущественно написана в течение трёх недель в марте 2007 года. Хокни говорил, что она должна была быть сделана в один присест, и как только он начал, ему пришлось продолжать, пока работа не была закончена. Крайним сроком для мастера была не выставка Королевской академии, а приход весны, который всё меняет: летом лес представляет собой сплошную массу листвы, полностью скрывающую его глубь, что ему было не так интересно. Решение Хокни состояло в том, чтобы нарисовать сетку, определяющую как композиция картины будет располагаться на более чем 50 панелях. Каждая отдельная панель была написана на месте, и по мере их завершения его помощник Жан-Пьер Гонсалвес де Лима делал их цифровые фотографии, из которых составлял компьютерную мозаику. С помощью неё Хокни мог выстраивать общую картину, что было невозможно сделать на стене в его тогдашней студии, которая могла уместить только шесть панелей.
Хокни также проводил время, просто глядя на пейзаж, который он собирался нарисовать. По его словам он мог сидеть там по три часа подряд, просто смотря, практически лёжа так, что смотрел вверх.

## Демонстрации
Хокни создал картину для Летней выставки Королевской академии в Лондоне, где она и была представлена в мае 2007 года, занимая торцевую стену Галереи III. После закрытия выставки, когда все другие работы были убраны, «Высокие деревья близ Уортера» продолжали оставаться на месте. Затем на двух стенах, примыкающих к нему, были развешаны две цифровые фотографии работы в том же масштабе, что и оригинал. С 12 февраля по 12 июня 2011 года работа Хокни экспонировалась в художественной галерее в Йорке. С 25 июня по 18 сентября того же года картина была выставлена в Художественной галерее Ференс в Халле. С 1 октября 2011 года по 4 марта 2012 года «Высокие деревья близ Уортера» были представлены в Художественной галерее Картрайт-Холл в Брадфорде, родном городе художника.

## Дарение
В апреле 2008 года Хокни передал картину в дар Британской галереи Тейт, отметив что он намеревался подарить музею что-то действительно стоящее, а не то, чем он особо не гордится. Мастер также отметил свою преданность галерее и призвал других художников жертвовать ей свои произведения в обход коллекционеров. Директор Современной галереи Тейт Николас Серота оценил щедрость Хокни, отдавшего в дар без каких-либо налоговых льгот картину, которая легко бы нашла покупателя по всему миру. В ноябре 2009 года «Высокие деревья близ Уортера» были включены в постоянную экспозицию Британской галереи Тейт.